# Pál Szalai
Pál Szalai (3 septembre 1915 à Budapest – 16 janvier 1994 à Los Angeles), dont le nom s'écrit aussi Pál Szalay et a été anglicisé en « Paul Sterling », était un haut gradé de la police de Budapest et du Parti des Croix fléchées hongrois pendant la Seconde Guerre mondiale. Il a aidé Raoul Wallenberg dans son action pour sauver les Juifs de Hongrie.
Pál Szalai a été reconnu comme Juste parmi les nations le 7 avril 2009,,.

## Ses liens avec Wallenberg
C'est par le scoutisme hongrois qu'il lia amitié en 1929 avec Károly Szabó. Cette amitié se continua au cours des mois critiques de 1944-1945 pendant que Pál Szalai grâce à ses fonctions importantes soutenait Raoul Wallenberg.
De 1939 à 1942, Szalai fut par idéalisme membre du Parti des Croix fléchées. Ayant perdu ses illusions, il quitta le parti en 1942 et, en octobre 1944, il reprit son poste élevé dans la police pour aider ceux que menaçait le danger mortel de la Shoah.
Károly Szabó, ami de Szalai, travaillait à l'ambassade de Suède. Le docteur Ottó Fleischmann, médecin psychologue de l'ambassade, l'encouragea à jouer un rôle actif dans les actions de sauvetage de Raoul Wallenberg. Pál Szalai soutint son ami grâce à des documents personnels importants, signés par le commandement allemand pendant la bataille de Budapest. Szalai accepta de rencontrer Raoul Wallenberg à l'ambassade de Suède dans la nuit du 26 décembre 1944.

## Ghetto de Budapest
Szalai fournit à Raoul Wallenberg des facilités spéciales et des renseignements venant de très haut. Dans la deuxième semaine de janvier 1945, Raoul Wallenberg apprit qu'Adolf Eichmann avait projeté un massacre dans le plus grand ghetto juif de Budapest. La seule personne capable de l'empêcher était celui à qui on avait confié la responsabilité de le réaliser, le commandant des troupes allemandes en Hongrie, le général Gerhard Schmidhuber. Par Szalai, Wallenberg lui fit remettre une note lui promettant que, quand la guerre serait finie, lui, Wallenberg, s'assurerait que le général serait tenu pour personnellement responsable du massacre et qu'il serait pendu comme criminel de guerre. Le général savait que la guerre serait bientôt terminée et que les Allemands seraient vaincus. Le massacre fut donc empêché à la dernière minute grâce au courage et à l'action audacieuse de Wallenberg.

## Après la guerre
Après la guerre, Szalay fut dans le petit nombre de membres haut placés du parti des Croix fléchées à ne pas être exécutés. Il fut libéré en reconnaissance de sa coopération avec Wallenberg.

## Préparatifs pour le procès-spectacle de 1953 en Hongrie
Des préparatifs pour un procès-spectacle commencèrent en 1953 à Budapest pour « prouver » que Wallenberg n'avait jamais été en Union soviétique et que personne ne l'avait enlevé en 1945, surtout pas l'Armée rouge. Tout était prêt pour un procès qui allait démontrer que Wallenberg avait été la victime de « sionistes cosmopolites ». Trois chefs de la communauté juive, le docteur László Benedek de Budapest, Lajos Stöckler et Miksa Domonkos, en même temps que deux « témoins oculaires » supplémentaires : Pál Szalai et Károly Szabó, furent arrêtés et torturés. Les préparatifs pour ce procès-spectacle avaient été ordonnés à Moscou, et faisaient partie de la campagne antisémite de Staline. Après la mort de Staline et l'exécution de Beria, le procès tourna court et les personnes arrêtées furent libérées. Miksa Domonkos mourut peu de temps après, à l'hôpital, des tortures qu'il avait subies.

## Émigration et mort
En 1956, il émigra aux États-Unis et vécut dans le New Jersey avant de s'installer en Californie, où il mourut le 16 janvier 1994 sous le nom de « Paul Sterling ».

## Crédit d'auteurs
- (en) Cet article est partiellement ou en totalité issu de l’article de Wikipédia en anglais intitulé « Pál Szalai » (voir la liste des auteurs).